# Finglas

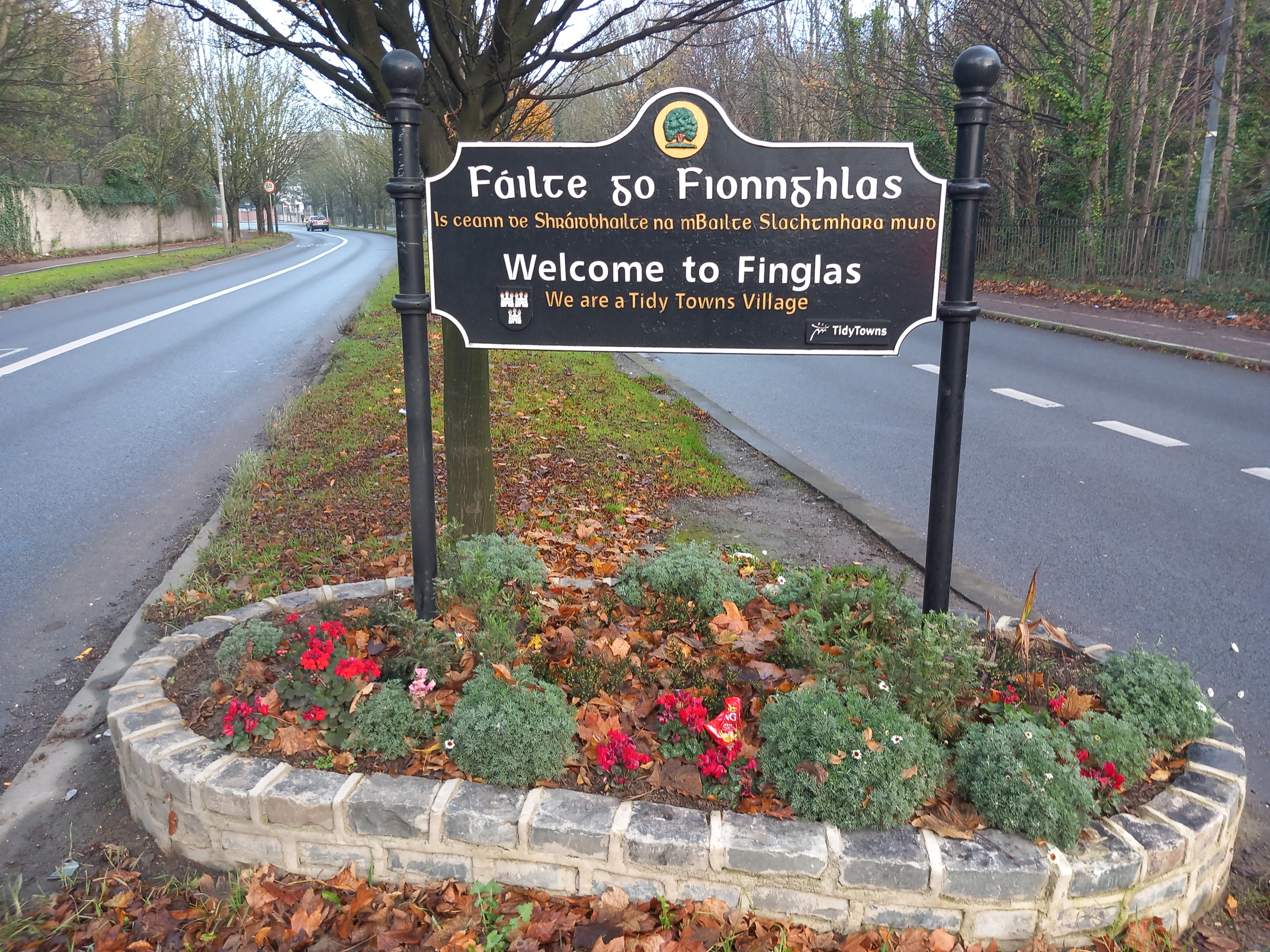
Zweisprachiges Willkommensschild (2023).

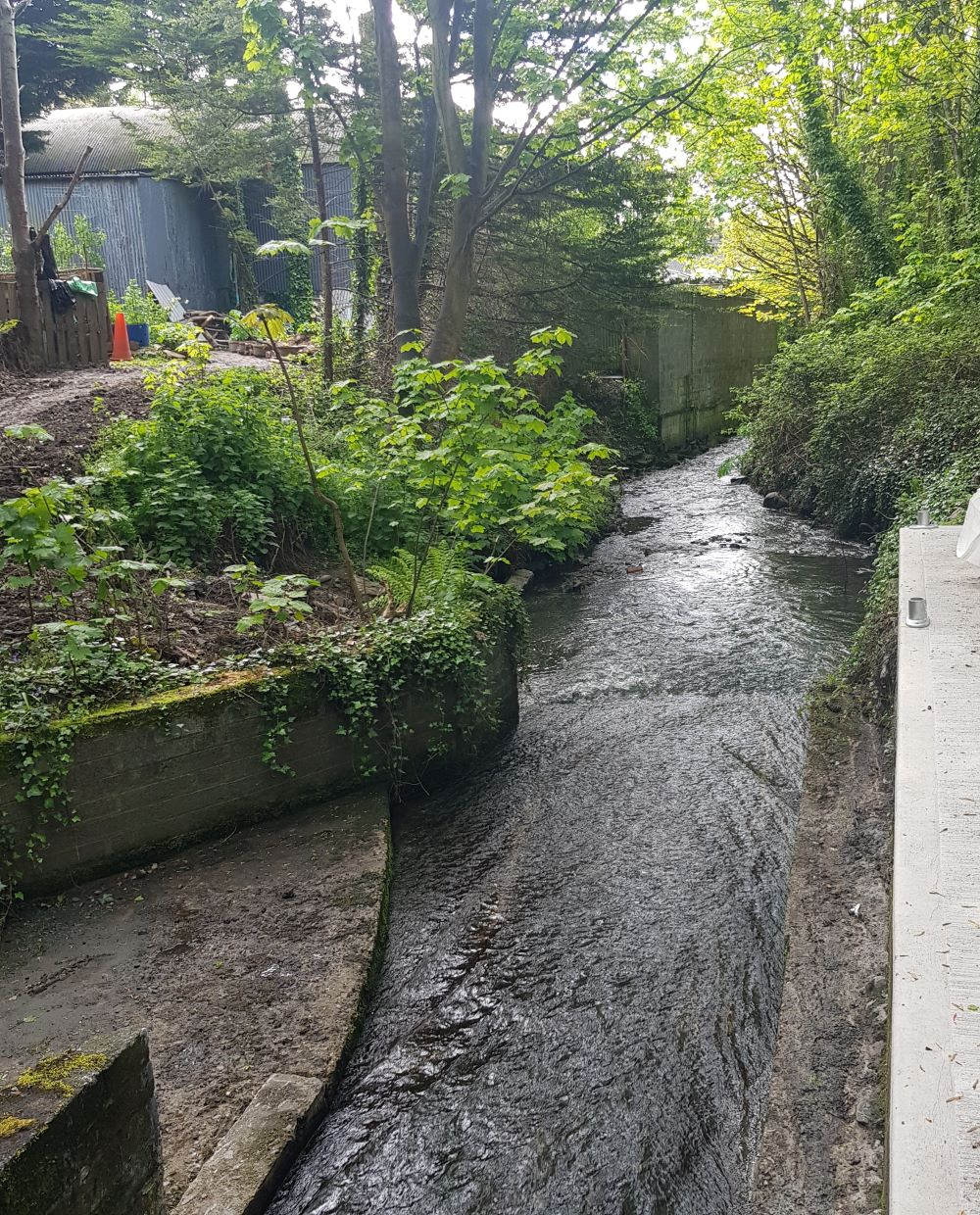
Der „klare Bach“, der Finglas seinen Namen gab (2023).

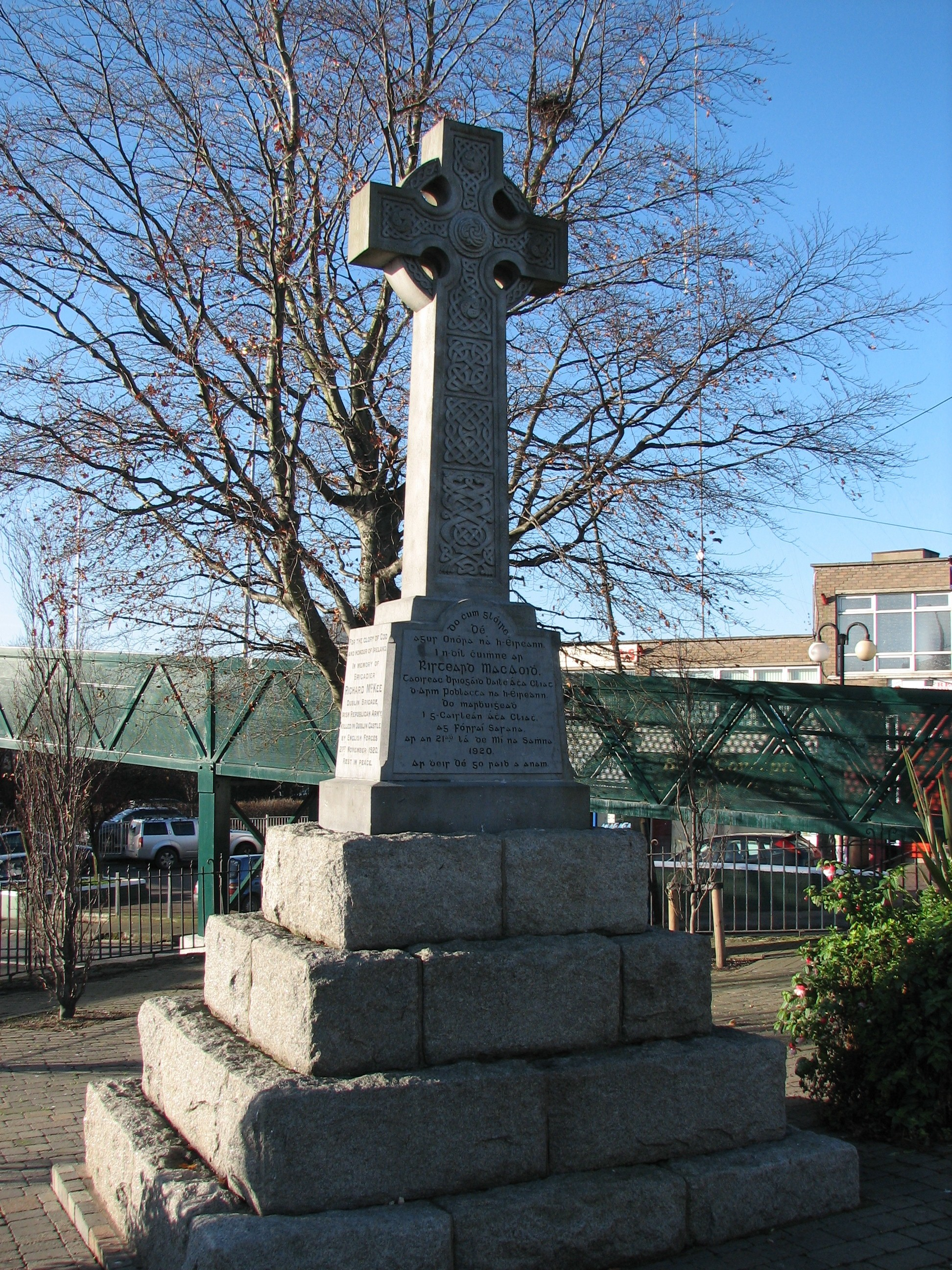
Denkmal für Dick McKee. Im Hintergrund eine Fußgängerbrücke über die Finglas Road (2008).

Finglas, irisch Fionnghlas, ist ein nordwestlicher Vorort (englisch suburb) der irischen Hauptstadt Dublin. Er liegt etwa 5 km nördlich des Stadtzentrums in der Dubliner Nordseite (Northside), also der Stadtregion, die nördlich der Liffey liegt.

## Name
Der irische Name Fionnghlas bedeutet „klarer Bach“. Dieser fließt noch heute durch den Ort und mündet unweit in die Tolka, einen der drei wichtigsten Flüsse der Hauptstadt.

## Geschichte
Im Jahr 560 gründete Cainnech von Aghaboe an diesem Ort das später ihm geweihte Kloster Sankt Cainnech (St. Canice), eines der bedeutendsten frühchristlichen Klöster Irlands. Nach 1066, mit Beginn der Normannenzeit zogen viele wohlhabende Familien in diese Gegend und es entstanden Herrenhäuser und Burgen, wovon bis heute zahlreiche Ruinen zeugen. Damals gab es hier große Eichenwälder, deren Holz als Bauholz genutzt wurde, und zwar sowohl für Gebäude als auch für englische Schiffe. Auch das Dach von Westminster Abbey in London wurde aus Finglas-Eichen errichtet. In späteren Jahrhunderten (ca. 1500–1800) wurde Finglas immer mehr zur Wohngegend der Wohlhabenden.
Ab dem 18. Jahrhundert stieg Finglas auch als Handelszentrum auf. Tischler, Schuhmacher, Schneider, Kerzenmacher, Kutschenbauer und Böttcher ließen sich hier nieder. Es gab Mühlen, Molkereien und eine Brauerei.
Im Jahr 1951 enthüllte Éamon de Valera, Vorsitzender der Partei Fianna Fáil und späterer (1959–1973) dritter Präsident von Irland, mitten in Finglas ein Denkmal in Form eines irischen Kreuzes zu Ehren von Richard „Dick“ McKee, Brigadier der Old IRA, der am Blutsonntag 1920 getötet wurde.
Aus dem einst beschaulichen Dorf Finglas ist inzwischen ein moderner Vorort mit Geschäften und Wohnsiedlungen entstanden. Das historische Siedlungsgebiet wird durch die Finglas Road zerschnitten, eine vierspurig ausgebaute Ausfallstraße (N2), die von Dublin aus weiter über die Autobahn M2 nordwärts führt. Der Finglas-Bach verläuft darunter großteils unterirdisch kanalisiert.